# Oripoda scissurata
Oripoda scissurata är en kvalsterart som först beskrevs av Balogh och Sandór Mahunka 1980.  Oripoda scissurata ingår i släktet Oripoda och familjen Oripodidae. Inga underarter finns listade i Catalogue of Life.